# August Albanus (Geistlicher)
Johann August Lebrecht Albanus (* 4. Dezember 1765 in Beucha bei Leipzig; † 2. Oktober 1839 in Riga) war ein deutscher Pädagoge und evangelischer Geistlicher in Riga, Gelegenheitsdichter und Herausgeber.
Der Sohn des Predigers Johann Lebrecht Albanus studierte von 1784 bis 1789 Evangelische Theologie an der Universität Leipzig, wo er bereits 1788 promovierte. 1789 ging er als Hauslehrer nach Livland. Von 1792 bis 1804 wirkte er als Rektor der Domschule zu Riga. Zwischenzeitlich wurde er 1799 zum Diakon der Domkirche ernannt. Seit Juli 1804 hatte er das Amt des livländischen Gouvernements-Schuldirektors inne. Als Dompredigers war er weiterhin tätig. Das Schuldirektorat gab er 1819 ab; er bekleidete jedoch weiterhin Schul- und Kirchenämter. Er gab die Livländischen Schulblätter heraus, von denen nur drei Jahrgänge erschienen (Riga 1813–1816). Die Schulmännische Zeitschrift (Riga 1916) war noch weniger erfolgreich. Trotz des Mitherausgebers Johann Daniel von Braunschweig, Historiker und damals  kurländischer Gouvernements-Schuldirektor aus Mitau, erschienen nur drei Hefte.

## Werke
Siehe Werkverzeichnis in der angegebenen Literatur.